# Świergotek nowozelandzki
Świergotek nowozelandzki (Corydalla novaeseelandiae) – gatunek małego ptaka z rodziny pliszkowatych (Motacillidae). Występuje na Nowej Zelandii. Nie jest zagrożony wyginięciem.

## Systematyka
Gatunek ten po raz pierwszy zgodnie z zasadami nazewnictwa binominalnego opisał w 1789 roku Johann Friedrich Gmelin w 13. edycji linneuszowskiego Systema Naturae. Autor nadał mu nazwę Alauda novae Seelandiae, a jako miejsce typowe wskazał Nową Zelandię, co później uściślono na Zatokę Królowej Charlotty na Wyspie Południowej. Obecnie gatunek najczęściej umieszczany jest w rodzaju Anthus, ale niektórzy autorzy zaliczają go do rodzaju Corydalla wyodrębnionego z Anthus. Zwykle wyróżnia się 4 podgatunki C. novaeseelandiae:
- C. novaeseelandiae novaeseelandiae (J.F. Gmelin, 1789). Proponowany takson reischeki uznany za jego synonim.
- C. novaeseelandiae chathamensis (L. Lorenz von Liburnau, 1902)
- C. novaeseelandiae aucklandicus (G.R. Gray, 1862)
- C. novaeseelandiae steindachneri (Reischek, 1889)

Autorzy Handbook of the Birds of the World Alive (a tym samym IUCN) do C. novaeseelandiae zaliczają także 5 podgatunków przez innych systematyków wyodrębnianych jako osobny gatunek o nazwie świergotek australijski (Corydalla australis).

## Zasięg występowania
Poszczególne podgatunki zamieszkują:
- C. novaeseelandiae novaeseelandiae – Wyspa Północna i Południowa, Wyspa Stewart oraz wysepki satelitarne.
- C. novaeseelandiae chathamensis – Chatham.
- C. novaeseelandiae aucklandicus – Wyspy Auckland i Wyspy Campbella.
- C. novaeseelandiae steindachneri – Wyspy Antypodów.

## Morfologia
Jest to ptak mierzący od 16 do 19 cm i masie ciała wynoszącej 40 g. Posiada maskujące ubarwienie, wierzch głowy i pasek przez oko brązowe, skrzydła także, z ciemniejszymi lotkami i kreskowaniem. Ogon jeszcze ciemniejszy, ale spód ciała i reszta głowy jasna. Brązowe dziób i nogi.

## Ekologia
Rozpoczyna lęgi w sierpniu. Około 3 białych jaj z brązowymi kropeczkami wysiaduje 14–15 dniach. Pisklęta uzyskują lotność po 14–16 dniach.

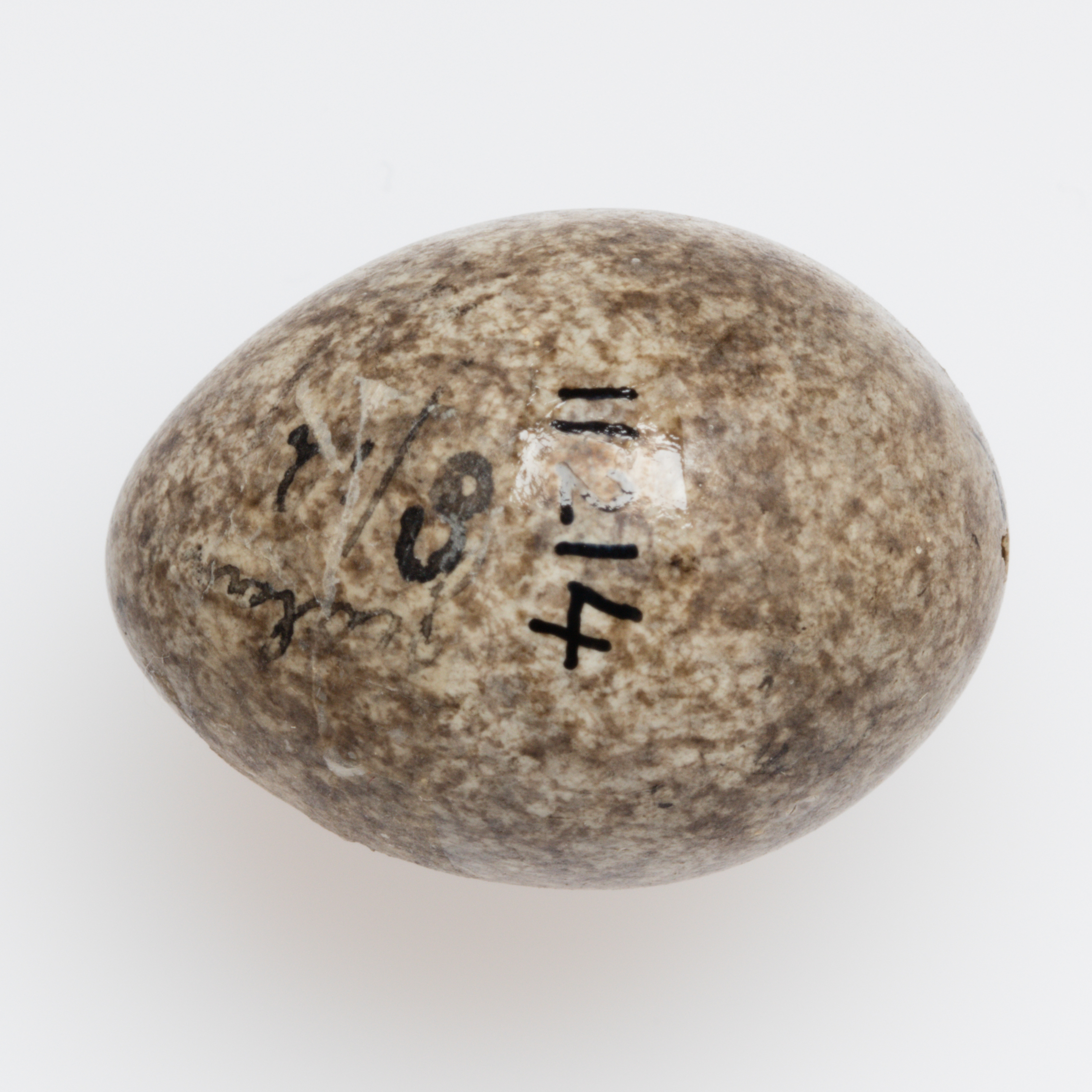
Jajo z kolekcji muzealnej
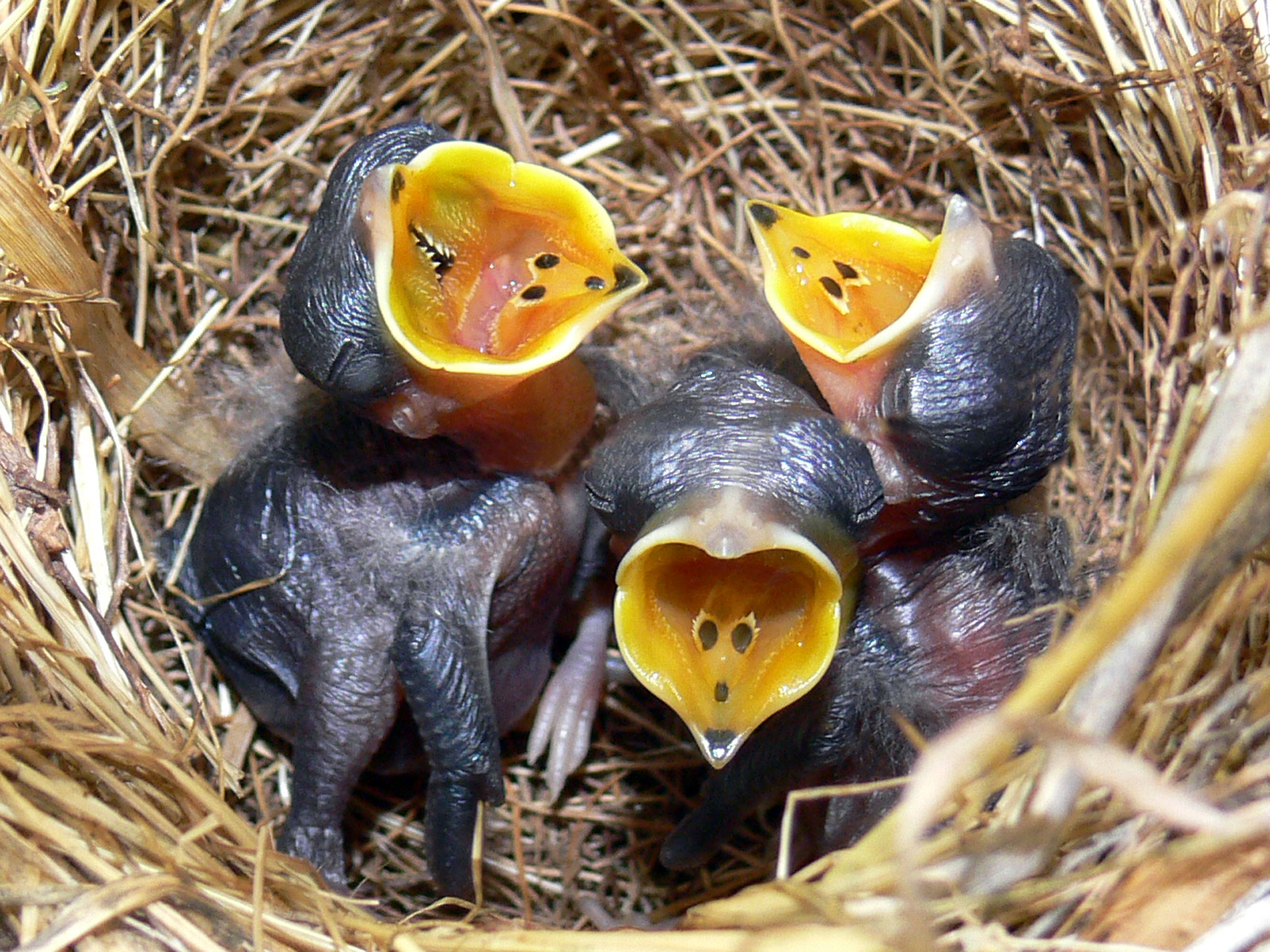
Pisklęta
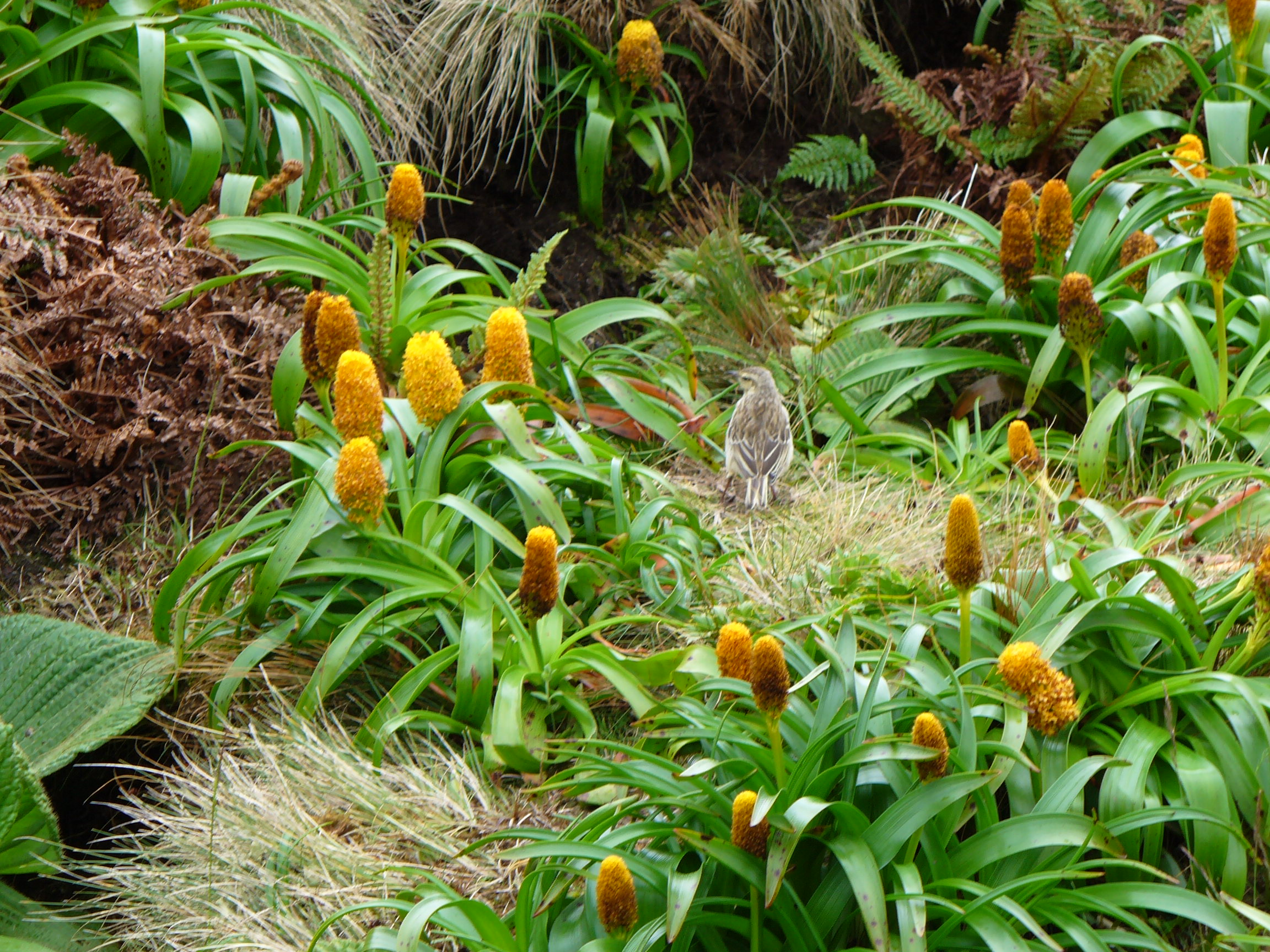
Świergotek nowozelandzki wśród roślin z gatunku Bulbinella rossi

## Status
W Czerwonej księdze gatunków zagrożonych IUCN świergotek nowozelandzki klasyfikowany jest jako gatunek najmniejszej troski (LC, Least Concern), z tym że, jak wyżej wspomniano, stosuje ona szersze ujęcie systematyczne – z 9 podgatunkami.